# Фанъянь
Фанъянь (方言, Fāngyán) — первый словарь китайских диалектов, ред. Ян Сюн (扬雄, 53 до н. э. — 18 н. э., дин. Западная Хань); является одним из важнейших источников по диалектологии древнекитайского языка.
Полное название словаря (輶軒使者絕代語釋別國方言, Yóuxuān shǐzhĕ juédài yǔ shì biéguó fāngyán) отсылает к имперской традиции династии Чжоу, которая предписывала ежегодные эмиссарские путешествия с целью изучения местных диалектов. В предисловии Ян повествует, что словарь является плодом 27-летней работы, включая в себя 9000 иероглифов.
Состоит из 13 тематических глав (цзюаней, 卷). Построен по принципу выстраивания параллелей между синонимами. Так, например, гл.8 (названия животных), гласит:
虎, 陳魏宋楚之間或謂之李父, 江淮南楚之間謂之李耳, 或謂之於菟. 自關東西或謂之伯都
Тигр: в Чэнь, Вэй, Сун и Чу /центр. Китай/ иногда называется лифу (李父); в районе рек Янцзы и Хуай-хэ, в южном Чу /южн. Китай/ зовётся лиэр (李耳) или юйту (於菟); к востоку и западу от Заставы иногда зовётся боду (伯都) (цит. по Serruys 1967: 256)